# 松平頼隆
松平 頼隆（まつだいら よりたか）は、江戸時代前期から中期にかけての大名。常陸国保内藩主、常陸府中藩初代藩主。石岡松平家の祖。官位は従四位下・侍従、播磨守。

## 略歴
常陸水戸藩初代藩主・徳川頼房の五男。徳川光圀の弟。母は興正寺18世・准尊の娘耶々。母方の祖父・准尊は石山戦争で知られる本願寺門主・顕如の孫にあたり、母方の祖母・古満姫（宍戸元秀の娘）は毛利元就の曾孫にあたる。叙位任官前は、右近また、頼母を称し、諱は頼安から頼隆に改める。
寛永6年（1629年）11月29日、常陸水戸藩初代藩主・徳川頼房の五男として誕生。寛文元年（1661年）9月、兄・光圀より保内郷33ヶ村、およそ2万石を分与されて水戸藩の支藩である保内藩を立藩した。元禄13年（1700年）9月幕府によって所領を吹上から府中に移されたため、常陸府中藩を立藩する。宝永2年（1705年）9月28日、三男・頼如に家督を譲って隠居し、宝永4年（1707年）11月30日に79歳で死去した。

## 経歴
※日付は旧暦で記されている。
- 1646年（正保3年）12月30日、従四位下侍従兼播磨守に叙任。
- 1661年（寛文元年）9月26日、常陸国久慈郡保内ほか常陸水戸藩領より父の遺領2万石を賜う。
- 1700年（元禄13年）9月25日、常陸府中藩（茨城県石岡市）2万石藩主となる。なお、従前の2万石は水戸藩に返還。
- 1705年（宝永2年）9月28日、隠居。
- 1707年（宝永4年）11月30日、卒去。法名は長徳院梅峯無極。墓所は茨城県常陸太田市の瑞龍山。

## 系譜
- 側室：姜（高橋氏）
  - 長男：頼方
  - 長女：豊 - 水谷勝美正室のち毛利元次継室
  - 次女：兼 - 池田仲澄正室
  - 次男：頼寧
  - 三男：頼如
- 側室：片岡氏
  - 三女：要